# Centaure (film, 2017)
Pour les articles homonymes, voir Centaure (homonymie) et Centaur.
Pour plus de détails, voir Fiche technique et Distribution.
Centaure (Centaur) est un film kirghiz réalisé par Aktan Arym Kubat, sorti en 2017.
Il a été présenté en section Panorama à la Berlinale 2017.

## Synopsis
Dans un village du Kirghizistan, Centaure vit avec sa femme muette Maripa et leur fils Nurberdi. Ancien projectionniste, il travaille sur des chantiers de construction. Il boit souvent du maksym à l'étal de Sharapat au bord de la route, ce qui fait courir la rumeur qu'il trompe sa femme avec elle. Passionné par les chevaux, il vole des chevaux de course pour les libérer en pleine nature.

## Fiche technique
- Titre français : Centaure
- Titre original : Centaur
- Réalisation : Aktan Arym Kubat
- Scénario : Aktan Arym Kubat et Ernest Abdyjaparov
- Décors : Rasul Kochkorbayev
- Costumes : Inara Abdieva
- Photographie : Khasan Kydyraliyev
- Montage : Petar Markovic
- Musique : Andre Matthias
- Pays d'origine :  Kirghizistan
- Format : couleurs - 35 mm - 2,35:1 - Dolby Digital
- Genre : drame
- Durée : 89 minutes
- Dates de sortie :
  - Allemagne : 10 février 2017 (Berlinale, section « Panorama »)
  - France : 31 janvier 2018

## Distribution
- Aktan Arym Kubat : Centaure
- Zarema Asanalieva : Maripa, la femme de Centaure
- Nuraly Tursunkojoev : Nurberdi, le fils de Centaure et Maripa
- Taalaikan Abazova : Sharapat
- Bolot Tentimyshov : Karabay, propriétaire de chevaux et cousin de Centaure
- Ilim Kalmuratov : Sadyr, le voleur de chevaux
- Maksat Mamyrkanov : Teit

## Sortie

### Accueil critique
En France, le site Allociné propose une moyenne des critiques presse de 3,4/5, et des critiques spectateurs à 3,3/5.